# Kanzat
Kanzat (arab. قنزات, Qanzāt; fr. Guenzet) – miejscowość w północnej Algierii, w wilajecie Satif, siedziba administracyjna da’iry (okręgu) i gminy Kanzat. W 2008 roku liczyła 1844 mieszkańców.